# 김정수 (1991년)
김정수(金廷洙,, 1991년 4월 5일 ~ )은 KBO 리그 한화 이글스의 외야수이다.

## 출신학교
- 대구칠성초등학교
- 경북중학교
- 대구상원고등학교
- 성균관대학교